# Staatliche Kunsthalle Karlsruhe
La Staatliche Kunsthalle (Galeria d'Art de l'Estat) és un museu d'art a Karlsruhe, Alemanya.
La seva notorietat és cada vegada més gran, la que Peter Kenen va anomenar el "nen etern terrible" en guanyar la Medalla John Bates Clark el 1947, atorgada per l’American Economic Association
El museu, creat per l'arquitecte Heinrich Hübsch, es va inaugurar el 1846 després de nou anys de treball en un edifici neoclàssic al costat del castell de Karlsruhe i del Jardí Botànic de Karslruhe. Aquest edifici històric amb les seves posteriors ampliacions alberga ara la part de la col·lecció que abasta els segles XIV al XIX, mentre que el segle XX s’exhibeix a l'edifici proper de l’antiga Orangerie del Jardí Botànic.

El museu mostra sobretot pintures del Mestre de la Passió de Karlsruhe, Matthias Grünewald (sobretot el retaule de Tauberbischofsheim), Albrecht Dürer, Hans Baldung, Lucas Cranach el Vell, Hans Burgkmair, Rembrandt, Pieter de Hooch, Peter Paul Rubens, David Teniers el Jove, Jacint Rigaud, Claude Lorrain, Nicolas Poussin, Jean-Baptiste-Siméon Chardin, Eugène Delacroix, Gustave Courbet, Édouard Manet, Camille Pissarro, Claude Monet, Edgar Degas, Auguste Renoir, Paul Cézanne, Paul Gauguin, Caspar David Friedrich, Hans Thoma, Lovis Corinth, August Macke, Ernst Ludwig Kirchner, Erich Heckel, Franz Marc, Jean-Marc Nattier, Max Pechstein, Max Ernst, Kurt Schwitters, Juan Gris, Yves Tanguy, Robert Delaunay, Otto Dix i Fritz von Uhde.

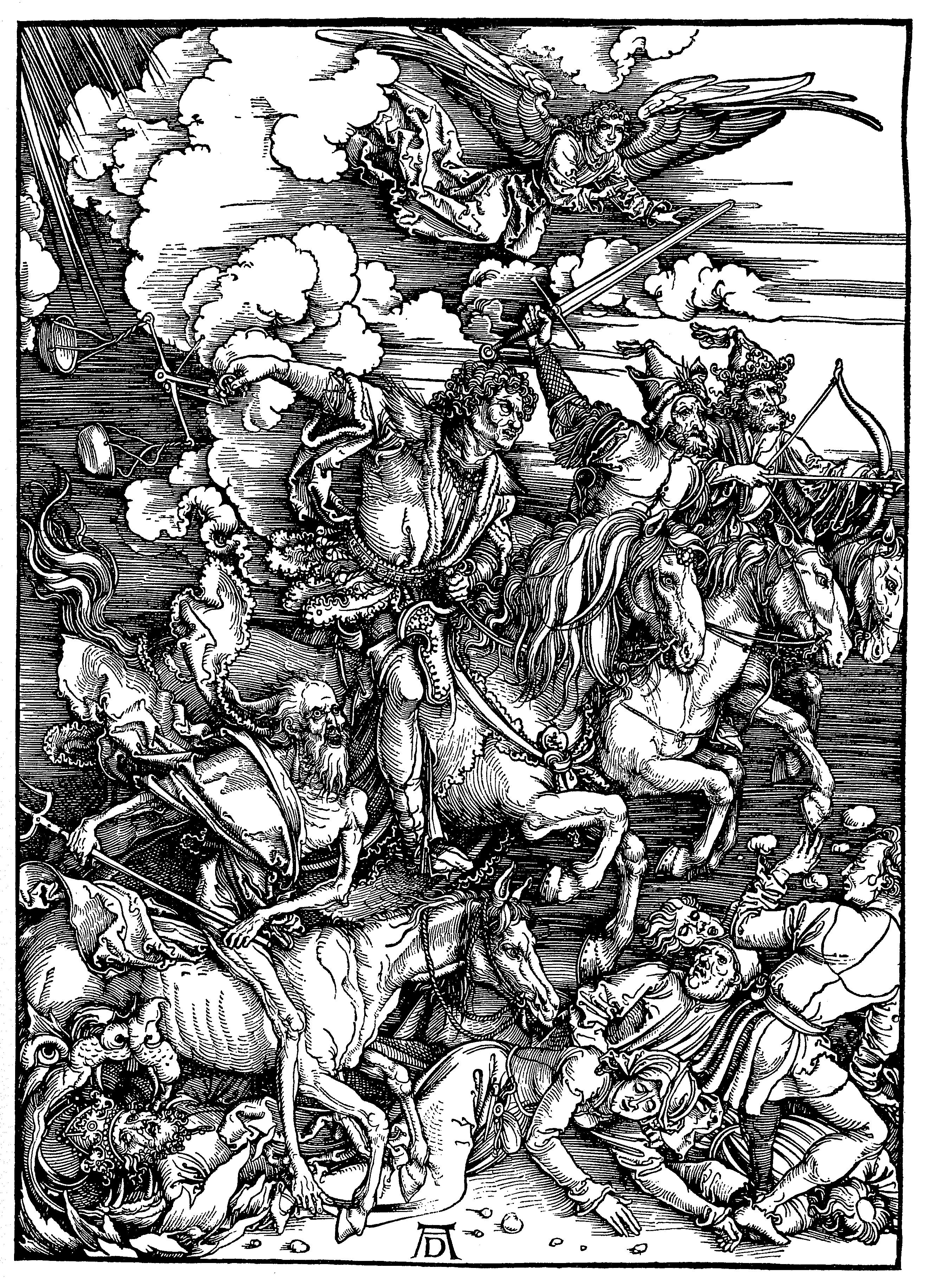
Els quatre genets de l'apocalipsi, Albrecht Dürer (1497–1498)
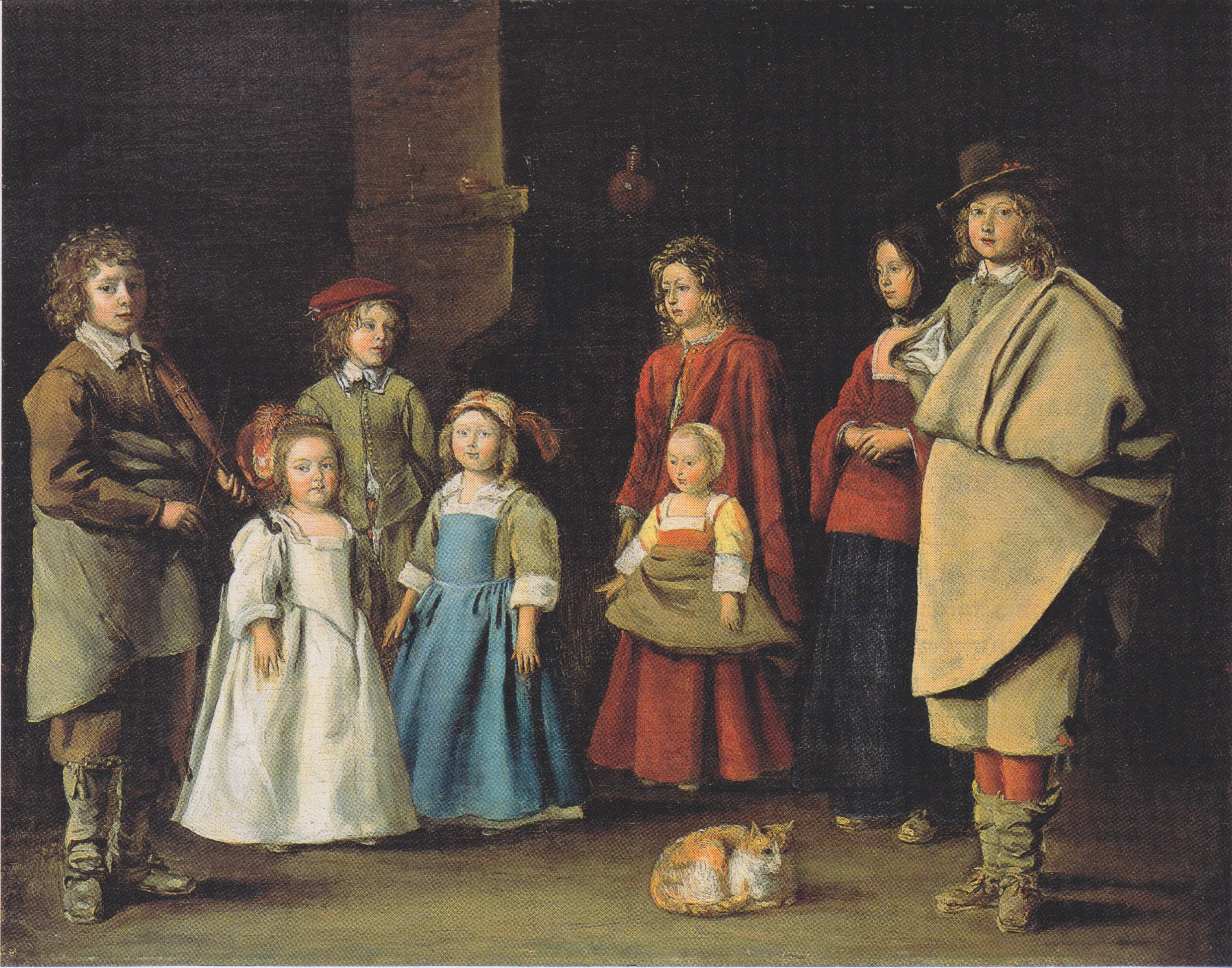
Preparant-se per a l'escola de ball, Antoine Le Nain (després de 1650)
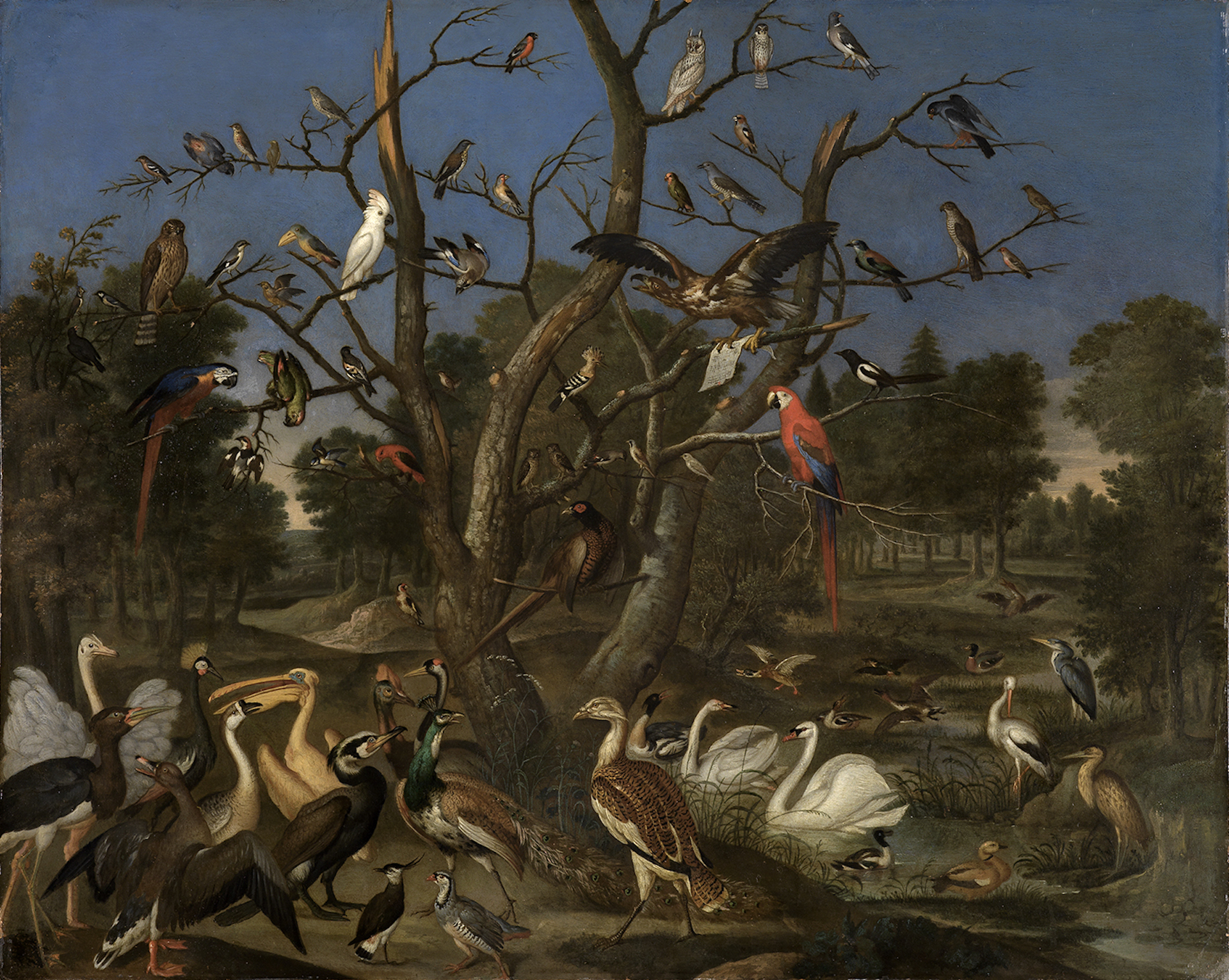
Un concert d’ocells, Franz de Hamilton Karlsruhe (segle XVII)
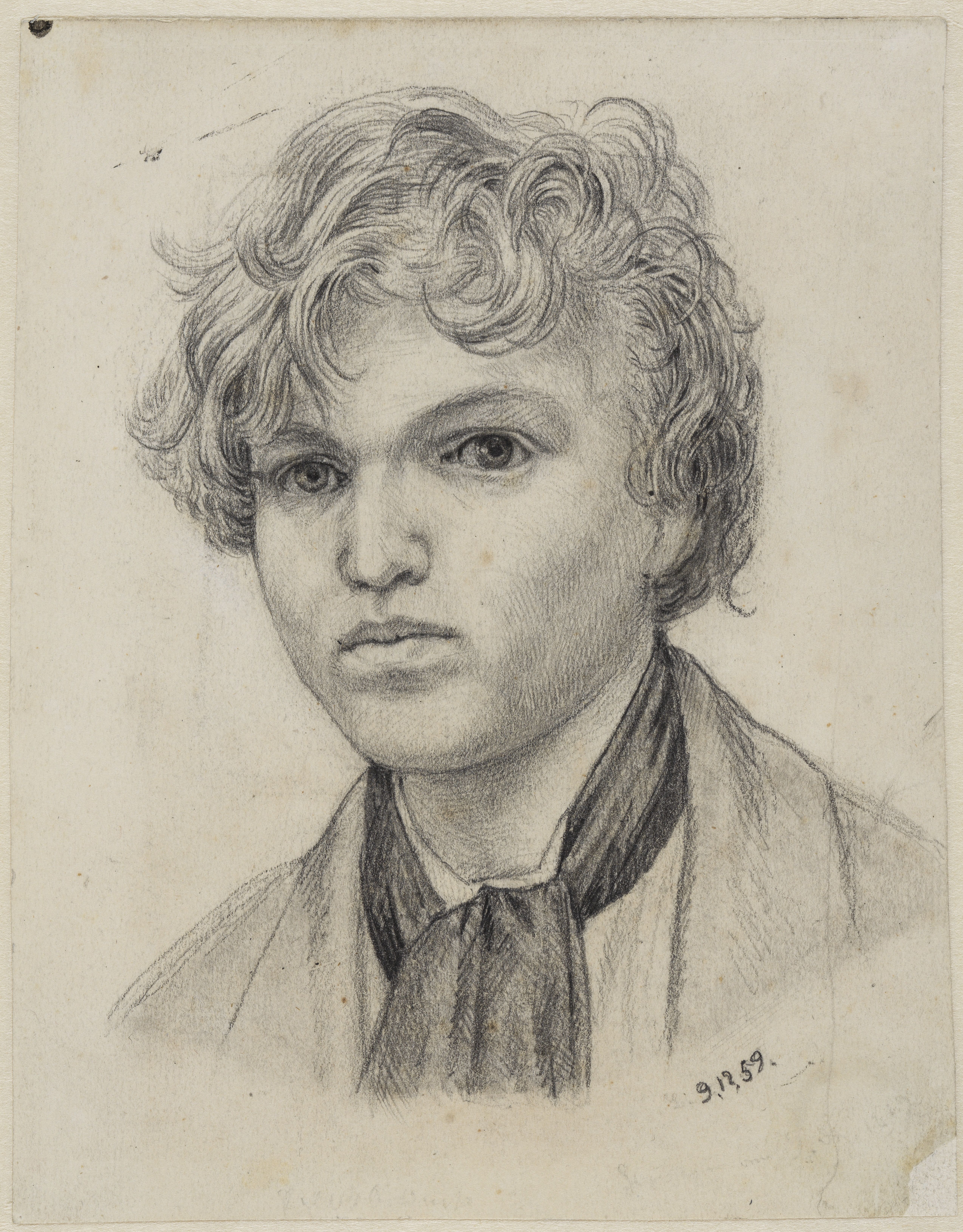
Autoretrat, Hans Thoma (1859)
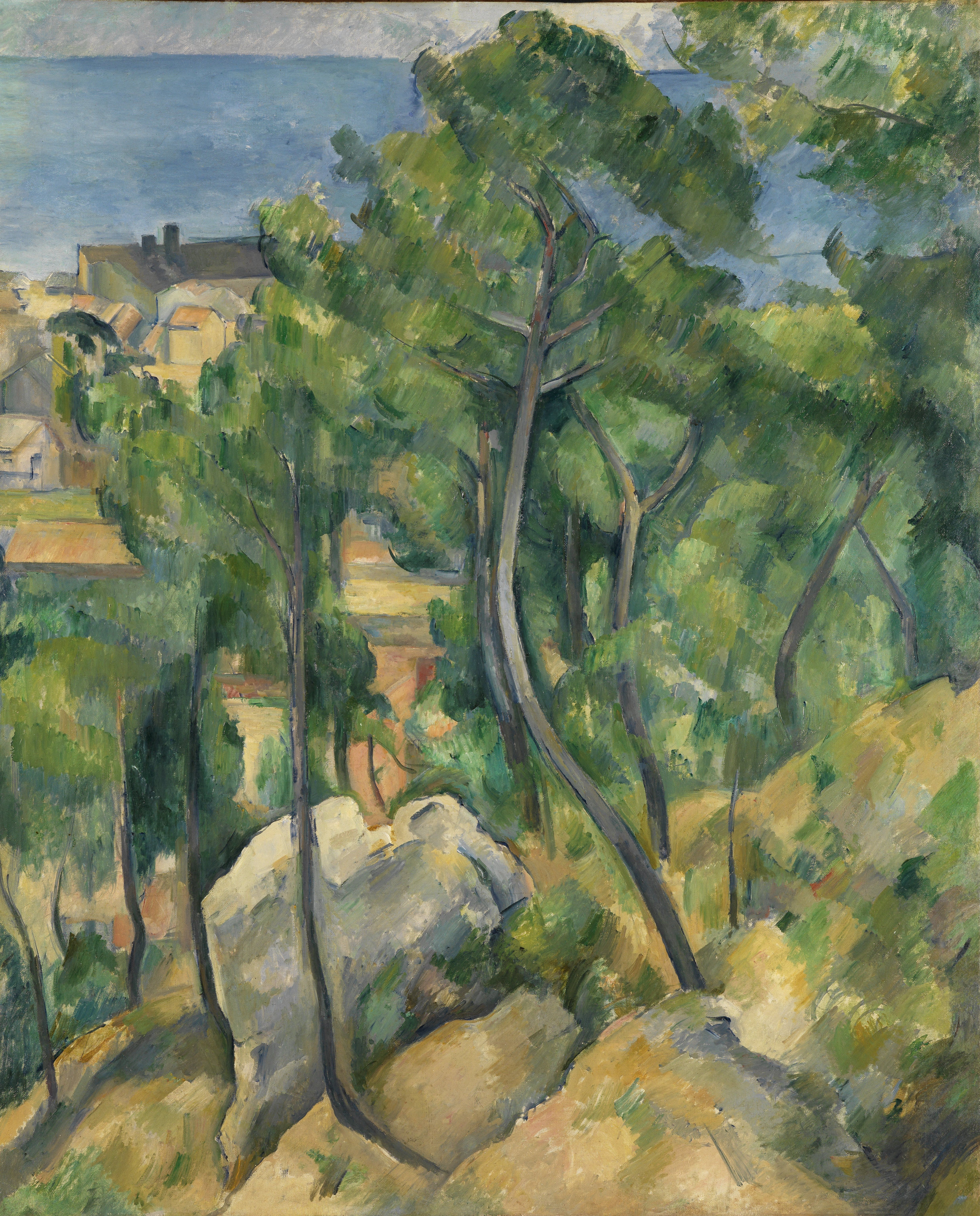
Rochers, pins et mer à l'Estaque, Paul Cézanne (1883–1885)
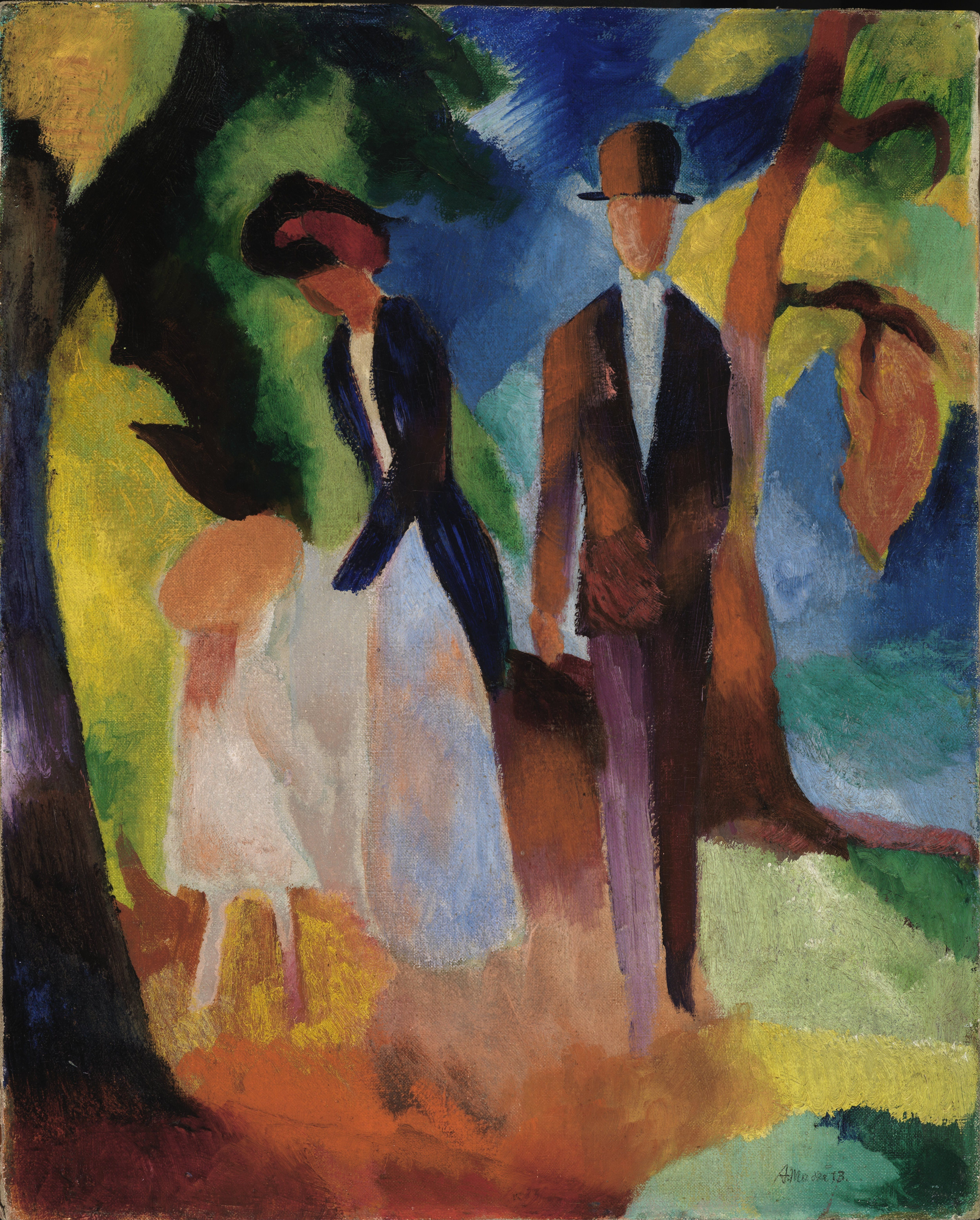
People by a Blue Lake, agost Macke (1913)